# Paddenstoelkrab
De paddenstoelkrab (Eurynome aspera) is een krab uit de familie spinkrabben (Majidae). 

## Naam en indeling
De wetenschappelijke naam van de soort werd voor het eerst voorgesteld door Thomas Pennant in 1797. Oorspronkelijk werd de wetenschappelijke naam Cancer aspera gebruikt.

## Anatomie
De paddenstoelkrab heeft een driehoekige tot ruitvormige carapax, waarvan de lengte maximaal 20 mm bedraagt. De rugzijde van de carapax is bezaaid met kleine, paddenstoelvormige uitstulpingen, waarop vaak verschillende soorten mosdiertjes en hydroïdpoliepjes zijn vastgehecht. E. aspera is meestal lichtroze met een blauwachtige tint. De voorste rand van het rugschild bezit een rostrum dat lang en breed V-vormig is en uit twee tanden bestaat. De schaarpoten zijn slank en alle pereopoden zijn gestekeld en dragen setae.

## Verspreiding en ecologie
De paddenstoelkrab komt voor op bodems met stenen, grind of zand, vaak tussen epifauna, vanaf de getijdenzone tot op 400 m diepte, soms zelfs tot 700 m. Het is een Oost-Atlantische soort die gevonden wordt van de westkust van Noorwegen tot aan Noordwest-Afrika en in het westelijke deel van de Middellandse Zee.
 De krab is zeldzaam voor de Nederlandse en Belgische kust. Er zijn slechts een tiental waarnemingen in het Belgisch-Nederlands faunagebied.
De paddenstoelkrab eet voornamelijk kleine kreeftachtigen en borstelwormen. Ook schelpdieren en stekelhuidigen worden gegeten.